# Brachyphaea berlandi
Brachyphaea berlandi là một loài nhện trong họ Corinnidae.
Loài này thuộc chi Brachyphaea. Brachyphaea berlandi được Roger de Lessert miêu tả năm 1915.